# Kevin McAlea
Kevin McAlea (* 10. dubna 1949 Belfast, Severní Irsko) je britský klávesista působící ve skupině Celtic Orbis. Je také autorem anglického překladu textu protiválečného hitu „99 Luftballons“ z roku 1983.
Často spolupracoval se skupinou Barclay James Harvest, s níž nahrál mezi lety 1979 a 1997 celkem pět alb a hostoval na jejich koncertních turné. Hrál také s hudebníky, jako jsou Seal, Enya, Poly Styrene a Roy Harper. Spolupracoval s Kate Bushovou, když v roce 1979 hrál na jejím jediném turné The Tour of Life a v roce 2014 na její sérii koncertů Before the Dawn. V letech 2015 a 2016 se účastnil koncertního turné Davida Gilmoura.